# Albert Victor de Clarence
Signature
Albert Victor Christian Édouard de Galles (en anglais, Albert Victor of Wales), prince du Royaume-Uni de Grande-Bretagne et d’Irlande devenu duc de Clarence et Avondale, est né le 8 janvier 1864 à Windsor, dans le Berkshire et décédé le 14 janvier 1892 à Sandringham House, dans le Norfolk. Il était le fils aîné du prince de Galles Albert-Édouard (futur Édouard VII) et le petit-fils de la souveraine britannique régnante, la reine Victoria. Immédiatement après sa naissance, le prince Albert-Victor de Galles est deuxième dans l’ordre de succession au trône, mais il n’a survécu ni à son père, ni à sa grand-mère.
De nombreux aspects de la vie du prince font l'objet de spéculations et de théories du complot, notamment sur son intelligence, sa sexualité ou sa santé mentale, la plus célèbre d'entre elles faisant de lui un suspect dans l'affaire de Jack l'Éventreur.

## Biographie

### Premières années

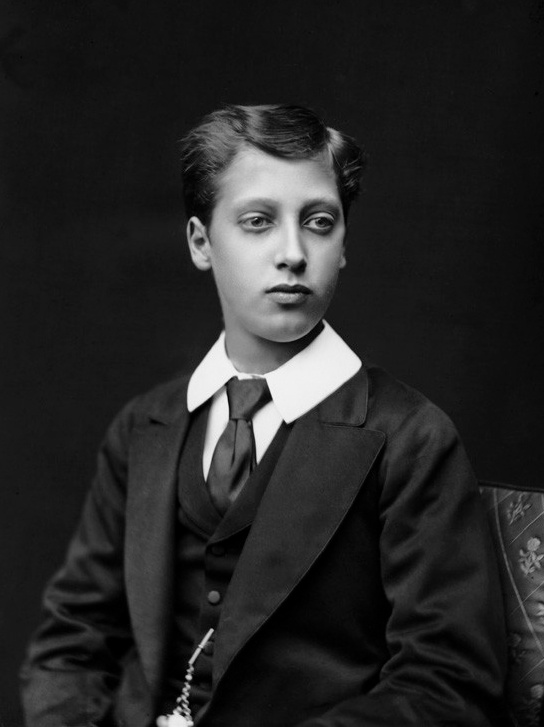
Albert Victor de Galles en 1875.

Le prince Albert Victor naît le 8 janvier 1864 à Frogmore House, Windsor, dans le Berkshire. Son père est Albert Édouard, prince de Galles, fils aîné de la souveraine britannique régnante, la reine Victoria et d'Albert, prince de Saxe-Cobourg-Gotha. Sa mère est la princesse de Galles, née princesse Alexandra du Danemark. À la demande de la reine, il est appelé Albert mais il est familièrement surnommé Eddy. En tant que petit-fils du souverain en ligne masculine, il porte dès sa naissance le titre de Son Altesse Royale le prince Albert Victor de Galles.
Le baptême du prince a lieu dans la chapelle privée du palais de Buckingham le 10 mars 1864 par Charles Thomas Longley, archevêque de Cantorbéry. Ses parrains et marraines sont :
- la reine Victoria ;
- Léopold Ier de Belgique ;
- Christian IX du Danemark ;
- la duchesse de Saxe-Cobourg-Gotha ;
- la princesse Victoria du Royaume-Uni ;
- Alfred d'Édimbourg et de Saxe-Cobourg-Gotha ;
- le landgrave de Hesse ;
- la duchesse douairière de Schleswig-Holstein-Sonderbourg-Glüksbourg.

### Éducation

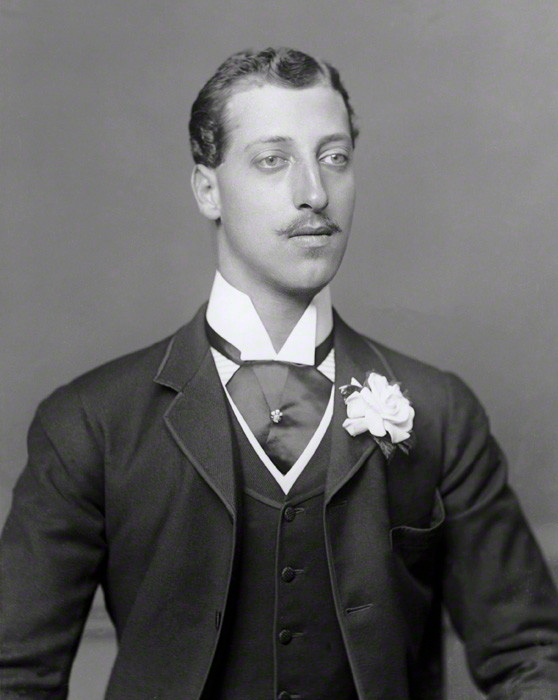
Albert Victor de Galles vers la fin des années 1880.

Le prince Georges de Galles (futur roi George V), né le 3 juin 1865, est le cadet du prince Albert Victor. Étant donné la faible différence d'âge entre les deux princes, ils sont élevés ensemble. La reine désigne John Neale Dalton comme précepteur. Mais, vu l'importance du rôle qui attendait le prince Albert Victor, il a un programme d'étude exigeant, bien qu'il n'y ait jamais excellé.
Plus tard, les deux frères servent comme cadets dans la marine sur le HMS Bacchante, accompagnés de John Dalton. Ils voyagent dans l'Empire britannique aux colonies d'Australie et de l'Extrême-Orient. En rentrant au Royaume-Uni, ils sont séparés, et Albert Victor étudie au Trinity College (Cambridge). Néanmoins, le prince ne montre que peu d'intérêt pour les curiosités intellectuelles, bien qu'il soit actif dans la vie étudiante. À son départ en 1885, il rejoint l'armée au 10e régiment de Hussards.

### Réputation
Dans sa biographie de la reine Mary, James Pope-Hennessy écrit par euphémisme que la vie privée du prince était « dissipée » et qu'il était intellectuellement lent. Néanmoins, un historien au moins (Andrew Cook) a essayé de le réhabiliter en supposant que son manque de progrès dans les matières académiques était partiellement dû au caractère tyrannique de John Dalton, son précepteur ; que le prince était libéral, notamment au sujet de l'Irish Home Rule (autonomie de l'Irlande) ; qu'il était charmant et chaleureux et que sa réputation a été volontairement ternie dans les milieux officiels pour relever l'image de son frère, le prince George, futur roi George V.

### Fiançailles
Deux fiancées sont d'abord envisagées pour le prince :
- la première, en 1889 : la princesse Alix de Hesse et du Rhin, future impératrice de Russie qui ne partage pas son affection ;
- la deuxième, en 1890 : la princesse Hélène d'Orléans (1871-1951) (fille de Philippe d'Orléans (1838-1894) et arrière-petite-fille de Louis-Philippe Ier), dont il est également amoureux. Cet amour est réciproque mais l'engagement est rompu quand Hélène refuse, sur l'ordre de son père — confirmé par le pape lui-même — de renoncer à sa foi catholique.

Le duc de Clarence se fiance le 3 décembre 1891 avec la princesse Mary de Teck, fille de la princesse Mary Adélaïde, duchesse de Teck (cousine de la reine Victoria car toutes deux petites-filles du roi George III) et du prince Francis, duc de Teck. À la suite de la mort du prince qui survint six semaines après ces fiançailles, Mary de Teck épousera son frère, le futur roi George V.

### Titre de duc royal
Le 24 mai 1890, le prince Albert Victor est créé duc de Clarence et Avondale et comte d'Athlone. Son titre est désormais Son Altesse Royale le duc de Clarence et Avondale.

### Scandale de Cleveland Street
En juillet 1889, le Metropolitan Police Service mit au jour une maison close pour hommes à Cleveland Street (Londres). Le scandale de Cleveland Street qui en résulta impliqua des personnalités de premier plan de la société britannique, comme Lord Arthur Somerset et le comte d'Euston. Des rumeurs se répandirent dans les hautes sphères de Londres sur l'implication du prince, et des documents officiels publiés par le Public Record Office en 1975 font des références codées à cette affaire.
Il a été suggéré que ces rumeurs avaient été répandues par Arthur Newton, l'avocat de Lord Arthur Somerset, afin de détourner l'attention de son client, ce qui par conséquent, invalide leurs dires. Néanmoins, des lettres privées de Lord Somerset à son ami Lord Esher peuvent suggérer l'implication du prince. Somerset y écrit que c'est lui qui, à l'origine, déclara aux responsables de la couronne que « je pensais qu'ils devaient savoir. S'ils avaient agi sagement, apprenant ce que je savais et, par conséquent, ce que d'autres savaient, ils auraient étouffé l'affaire au lieu de l'attiser comme ils l'ont fait ».
Ce qui semble clair, c'est qu'au plus haut niveau, l'affaire a été couverte. Rayner Goddard, lord juge en chef d'Angleterre et du pays de Galles, déclara à Harold Nicolson, biographe officiel du roi George V, que, vu l'implication du prince dans cette affaire, « un avocat a dû commettre un parjure pour l'innocenter » (Lees Milnes, Harold Nicolson). Cependant, ces propos peuvent se rapporter à Lord Somerset et à son avocat plutôt qu'au prince. Arthur Newton, l'avocat de Lord Somerset, fut en effet condamné à six semaines de prison pour obstruction à la justice.

### Requête en paternité
Peut-être, pour éviter les commérages qui se répandirent durant l'affaire de Cleveland Street, le prince fut envoyé au Raj britannique en 1889. Il y rencontra Margery Haddon, épouse de l'ingénieur civil Gordon Haddon. L'année suivante, Madame Haddon mit au monde un fils, Clarence Guy Gordon Haddon. Après la mort du prince, Haddon vint en Angleterre et affirma que le prince était le père de son fils.
Il n'existe pas de preuve que Clarence Haddon soit le fils du prince.
Les affirmations de Madame Haddon furent rapportées à la famille royale, qui commanda une enquête secrète au chef de la Branche spéciale de la police. Les documents retrouvés aux Archives nationales montrent qu'on ne trouva aucune preuve à ce sujet.
Dans les années 1920, Clarence Haddon vint en Angleterre pour reprendre ce récit et publia un livre, Mon Oncle George V. Un voyage aux États-Unis lui fut payé sur les fonds de la police, mais il revint en Angleterre pour réitérer les mêmes revendications.

### Jack l'Éventreur?
Dans les années 1960 et 1970, on prétendit que le prince Albert Victor aurait été, soit l'auteur, soit le commanditaire, des meurtres de Jack l'Éventreur en 1888. On prétendit de plus que le prince avait eu une liaison avec une des victimes, Martha Tabran, et qu'il était le père d'un enfant vivant dans le quartier de Whitechapel à Londres, et que le prince lui-même, ou bien divers hauts responsables, avaient commandité les meurtres afin de couvrir ses frasques. Ces rumeurs, largement propagées, ont alimenté diverses œuvres de fiction, mais les historiens ont apporté des preuves indiscutables de l'innocence du prince. Par exemple, le 30 septembre 1888, date des meurtres d'Elisabeth Stride et de Catherine Eddowes, le prince était à Balmoral (la résidence royale en Écosse) en présence de la reine Victoria, et d'autres membres de la famille royale, de princes de l'Empire allemand en visite et de nombreux membres de l'intendance. Des journalistes l'y ont également vu. D'après la liste des engagements royaux, il ne pouvait être à proximité d'aucun des lieux où ont eu lieu ces meurtres.

### Fin de vie
Le prince Albert Victor meurt de pneumonie (une complication de la grippe) à Sandringham House dans le Norfolk le 14 janvier 1892. Néanmoins, des rumeurs, infondées et hautement improbables vu le nombre de témoins à son décès, donnent d'autres versions. L'une d'elles prétend qu'il serait mort de la syphilis ; une autre d'une overdose de morphine, volontairement administrée. D'après une autre rumeur, il aurait survécu dans un hôpital psychiatrique jusque dans les années 1920 sur l'île de Wight et sa mort aurait été simulée pour falsifier l'ordre de succession au trône. Il n'existe aucun indice pour conforter l'une ou l'autre de ces allégations.
La mère du prince (la reine Alexandra) ne se remit jamais complètement du décès de son fils et conserva la pièce dans laquelle il est mort tel un lieu de pèlerinage. Le prince est enterré à l'« Albert Memorial Chapel », à côté de la chapelle Saint-Georges, au château de Windsor. Sa tombe est l’un des exemples les plus représentatifs de la sculpture Art nouveau en Grande-Bretagne. Elle a été réalisée par Alfred Gilbert.

## Titulature et honneurs

Armes du prince Albert Victor, duc de Clarence et Avondale.

### Titulature
- 8 janvier 1864 — 24 mai 1890 : Son Altesse Royale le prince Albert-Victor de Galles
- 24 mai 1890 — 14 janvier 1892 : Son Altesse Royale le duc de Clarence et Avondale

À sa mort, la titulature complète du duc était Major Son Altesse Royale le prince Albert Victor Christian Édouard de Galles, duc de Clarence et Avondale, comte d'Athlone, chevalier royal du nobilissime ordre de la Jarretière, chevalier de l’illustrissime ordre de Saint-Patrick, aide-de-camp personnel de la reine.

### Honneurs

#### Honneurs britanniques
- Chevalier de la Jarretière, 3 septembre 1883
- Chevalier de Saint-Patrick, 28 juin 1887
- Aide-de-camp personnel de la reine, 1877
- Docteur ès Lois, université de Dublin
- Docteur ès Lois, université de Cambridge, 1888

#### Honneurs étrangers
- Chevalier grand-croix, ordre du Lion néerlandais
- Grand-croix, ordre de la Tour et de l'Épée
- Grand Croix, ordre de Charles III
- Grand-croix, ordre de Osmanli
- Grand-croix, ordre de l'Étoile
- Grand-croix, ordre de l'Annonciation
- Grand-croix, ordre de la Croix du Sud

#### Carrière militaire
- 1877-1879 : cadet sur le navire école Brittania, Dartmouth (Royaume-Uni)
- 1879-1880 : cadet, HMS Bacchante
- Mid, 1880-1883 : promu aspirant, HMS Bacchante
- Lt, 1886-1887 : nommé lieutenant, 10e Royal Hussars (celui du prince de Galles)
- Capt, 1887 : promu capitaine, 9e Queen's Royal Lancers
- Capt, 1887-1889 : capitaine, 3e King's Royal Rifle Corps
- Maj, 1889- : promu major, 10e Royal Hussars (celui du prince de Galles)

#### Nominations militaires honorifiques
- Colonel honoraire, 4e Bombay Cavalry
- Colonel honoraire, 1er Punjab Cavalry
- Colonel honoraire, 4e Bengal Cavalry